# 경풍
경풍(耿豊, ? ~ ?)은 전한 말기의 관료로, 우부풍 무릉현(茂陵縣) 사람이다.

## 행적
원수 원년(기원전 2년), 진류태수에서 소부로 승진하였다.
원수 2년(기원전 1년), 애제가 붕어하였다. 경풍은 복토장군(復土將軍)으로 전임되어 장례를 주관하였다.

## 출전
- 반고, 《한서》 권19하 백관공경표 下